# 梁伟棠
梁伟棠（1963年6月2日—），中国广东广州人，围棋职业九段棋手。他10歲开始學棋，12歲進體校，16歲進集訓隊。獲1986年、1987年、1989年全國围棋個人賽第六、第二、第六名，第2届五牛杯全國精英賽第三名，首届新人王战冠军。1982年被定爲四段，1994年升爲八段，1999年升爲九段。